# لاراسل (میزوری)
لاراسل (به انگلیسی: La Russell) یک منطقهٔ مسکونی در ایالات متحده آمریکا است که در شهرستان جاسپر، میزوری واقع شده‌است. لاراسل ۰٫۸۸ کیلومتر مربع مساحت و ۱۱۴ نفر جمعیت دارد و ۳۲۴ متر بالاتر از سطح دریا قرار دارد.